# Koze
Koze (Capra) su rod unutar porodice šupljorožaca koji živi u brdskim područjima Euroaziji i sjevernoj Africi. Najpoznatije vrste ovog roda su kozorog, vijoroga koza i, naravno, domaća koza sa svojim izvornim oblikom, divlja koza.
Postoji suglasnost, da su koze bliski srodnici ovaca. Povremeno ih se, zajedeno s berberskom ovcom, objedinjuju u jedan zajednički rod. No, od ovaca koze se razlikuju tipičnom bradom i konveksnim oblikom glave.
Rod koza dijeli se na osam vrsta:
- domaća koza (Capra hircus); vidi ispod
  - Capra hircus aegagrus divlja koza, bezoar koza; (Capra aegagrus) mlađi je sinonim od Capra bezoartica (nomen oblitum)
  - Capra hircus hircus, domaća koza
  - Capra hircus chialtanensis
  - Capra hircus cretica
  - Capra hircus jourensis, na sjevernim Sporadima
  - Capra hircus picta
- alpski kozorog (Capra ibex)
- etiopski kozorog (Capra walie)
- zapadnokavkaski kozorog (Capra caucasica)
  - Capra caucasica caucasica
  - istočnokavkaski kozorog (Capra caucasica cylindricornis)
  - Capra caucasica severtzovi
- iberski kozorog (Capra pyrenaica)
- vijoroga koza ili markhor (Capra falconeri)
- nubijski kozorog (Capra nubiana)
- Sibirski kozorog (Capra sibirica)

Danas još ne postoji jedinstveni stav treba li domaću kozu smatrati zasebnom vrstom, Capra hircus ili samo podvrstom divljih koza. Ovaj stav, da su zasebna vrsta, zastupaju zoolozi koji smatraju, da nije nedvosmisleno dokazano njihovo porijeklo od divljih koza. Kozorozi, koji se danas dijele na pet zasebnih vrsta, ranije su smatrani jednom vrstom. Dok se populacije koje žive u Etiopiji, na Kavkazu i Pirenejima danas smatraju zasebnim vrstama, populacije kozoroga koje nastanjuju planine Sirije, Sibira i Alpa i dalje smatraju podvrstama kozoroga. No, i ova podjela je još uvijek podložna raspravama.
Usprkos svom imenu američka planinska koza ne spada u rod koza.

## Vanjske poveznice

### Ostali projekti
|  | Zajednički poslužitelj ima stranicu o temi Koze |
|  | Wikivrste imaju podatke o taksonu Capra         |